# Cyrtona albomacula
Cyrtona albomacula är en tvåvingeart som först beskrevs av Charles Howard Curran 1933.  Cyrtona albomacula ingår i släktet Cyrtona och familjen Curtonotidae. Inga underarter finns listade i Catalogue of Life.